# Roger Langridge
Roger Langridge (né le 14 février 1967 en Nouvelle-Zélande) est un auteur de bande dessinée néo-zélandais. Dans les années 1990, il travaille pour le marché britannique, pays où il réside. DC Comics publie ses premières histoires destinées au marché américain au début des années 2000. En 2011-2012, sa série pour enfants Snarked lui vaut un prix Eisner. En 2012-2013, il scénarise une reprise de Popeye pour IDW Publishing.

## Prix et récompenses
- 2010 : Prix Harvey du meilleur album pour jeunes lecteurs avec The Muppet Show Comic Book
- 2011 : Prix Harvey pour Thor: The Mighty Avenger
- 2011 : Prix Harvey spécial de l'humour pour The Muppet Show Comic Book
- 2012 : Prix Eisner de la meilleure publication pour enfants avec Snarked
- 2015 : Prix Harvey du meilleur album original pour Jim Henson's The Musical Monsters of Turkey Hollow